# オッズ&ソッズ
『オッズ&ソッズ』（Odds & Sods）は、イギリスのロックバンド、ザ・フーのコンピレーション・アルバム。1974年発表。全英10位、全米15位を記録。旧邦題は『不死身のハードロック』。

## 概要
本作はザ・フーの1964年のデビューから1973年までのアウトテイクを編集した未発表曲集である。この10年間で彼等が発表したオリジナルアルバムは6作で、他のアーティストと比べると決して多くはない。しかし同時期に彼等は他にも『Who's For Tennis?』（1968年）、『Lifehouse』（1971年）、『Rock Is Dead—Long Live Rock!』（1972年）の3作のアルバムと5曲入りEP（1970年）を製作し、これらがいずれも未発表となっていたので、未発表曲のストックは大変な数になっていた。
本作の発表が計画された1974年には、ピート・タウンゼントとロジャー・ダルトリーは映画『トミー』の製作に、キース・ムーンも映画『スターダスト』への出演などに忙殺されていた。そこで、スケジュールに最も余裕のあったジョン・エントウィッスルが未発表曲の発掘および編集作業を行った。
本作の収録曲は、ハイ・ナンバーズ時代の実質的なデビュー・シングルのB面に収録された「アイム・ザ・フェイス」を除いて、いずれも上記4作品からのものである。幾つかの曲は、コンサートで披露されたり、タウンゼントのデモ・バージョンがファースト・ソロ・アルバム『フー・ケイム・ファースト』（1972年）に収録されたりして、コアなファンには既に知られていた。
レコードには歌詞カードの他に、タウンゼントによる各曲の解説も掲載されている。

## タイトルとアートワーク
アルバム・タイトルとジャケットのコンセプトはダルトリーによる。表ジャケットにはそれぞれ「R」「O」「C」「K」と書かれたアメリカン・フットボールのヘルメットをかぶったメンバーが並んでおり、破られた写真を繋ぎ合わせたようになっている。破れた部分は実際に穴が開いており、この下に封入されているポスターが見えるようになっている。これはCD時代に入ってからは再現が不可能なため、穴の部分は白く塗りつぶされたが、リイシューによってはオリジナル版を再現したものもある。英国版の裏ジャケットには点字が打たれているが、これはスティーヴィー・ワンダーに向けてのメッセージだという。
表ジャケットの素材になった写真は、アルバム『四重人格』（1973年）の発表に伴う全米ツアーのシカゴ公演当日の1973年11月29日に、会場のインターナショナル・アンフィシアターの楽屋のトイレで、ダルトリーの従兄弟に当たる写真家のグレアム・ヒューズによって撮影された。ヒューズによれば、メンバーの間では『四重人格』ツアーを巡っての口論が絶えなかったので、彼等を撮影の為に集めるだけでも一苦労だったという。ダルトリーとタウンゼントの為のヘルメットは彼等の頭の大きさに合わなかったので、やむを得ず彼等はヘルメットを交換して撮影に臨んだ。しかし出来上がった写真が気に入らないとタウンゼントが文句をつけたため、ヒューズが憤慨してそれを破り捨てると、タウンゼントがその残骸を気に入ったので、彼はそれらを粘着テープで張り合わせた。それを見たダルトリーが「ガラクタの集まり（odds and sods）とでも名付けるか」と発言したのが、このジャケットのコンセプトとなった。

## リイシュー
1998年のリマスター／リミックス版で、新たに計12曲の未発表曲と未発表テイクが追加収録された。曲の追加に伴い曲順も見直され、録音年月日の順に入れ替えられた（ただし、1970年制作のEP用の4曲は最後に回されている）。2011年、オリジナルのマスターテープから起こされた再リマスター版を日本限定で発表（紙ジャケット仕様）。この版では曲順が元に戻され、'98年版に追加された曲はオリジナル版の後に回された。いずれもリマスタリングはジョン・アストリー。
2020年、レコード・ストア・デイのために制作されたハーフ・スピード・カッティング・リマスター版が、2枚組カラービニールLP盤で限定発売された。追加収録された曲が1998年版とは大きく異なり、これまで未発表だったバージョンも含まれる。リマスタリングはジョン・アストリーおよびレイラ・アストリー。

## 収録曲
※特記なき限り、作詞・作曲はピート・タウンゼントによる。
※録音年月日および各曲の詳細は2011年版リマスターCDのライナーノーツおよび犬伏功による解説に準拠。

### オリジナル版
- A面

1. ポストカード - "Postcard" (John Entwistle) - 3:27
  - 1970年春頃録音。同年リリース予定だった5曲入りEPに収録予定だったもの。編集を担当したエントウィッスルの作品であるためか、本作で唯一、収録に合わせてオーバーダビングが行われている。
2. ナウ・アイム・ア・ファーマー - "Now I'm a Farmer" - 3:59
  - 1970年春頃録音。「ポストカード」同様5曲入りEPから。旧邦題は「俺は百姓」。
3. プット・ザ・マネー・ダウン - "Put the Money Down"- 4:14
  - 1972年6月6日録音。アルバム『Rock Is Dead—Long Live Rock!』のために書かれた曲。
4. リトル・ビリー - "Little Billy" - 2:15
  - 1968年2月11日録音。アルバム『Who's For Tennis?』に収録される予定だった。アメリカがん協会の禁煙キャンペーンのために書かれ、既に当時のツアーで披露されていた。
5. トゥー・マッチ・オブ・エニシング - "Too Much of Anything" - 4:26
  - ライナーノーツには1971年5月録音とあるが、本作に収録されたものは1972年に再録音されたものである。1971年版は『フーズ・ネクスト』リマスター／リミックスCD（1995年）に収録された。ロック・オペラ『ライフハウス』のために書かれた曲の一つで、既に1971年のツアーで披露済みだった。
6. 燃える女 - "Glow Girl" - 2:20
  - 1968年1月-2月録音。飛行機事故に遭い死んだ男が少女に生まれ代わるという輪廻転生をテーマにした曲。最終部分がアルバム『トミー』（1969年）の「イッツ・ア・ボーイ」に流用されており、この曲が『トミー』誕生の契機の一つとなった可能性がある。1998年版には、テンポが若干遅く、フェイドアウトしない完奏バージョンが収録された。

- B面

1. ピュア・アンド・イージー - "Pure and Easy" - 5:23
  - 1971年5月録音。アルバム『ライフハウス』に収録予定だった曲。タウンゼント自ら「『ライフハウス』のコンセプトを理解する上で最も重要な曲」[11]とするも発表を見送られ、冒頭部分がアルバム『フーズ・ネクスト』（1971年）の「ソング・イズ・オーヴァー」の最終部分に流用されるに留まっていた。彼のデモ・バージョンは『フー・ケイム・ファースト』に収録され、ザ・フーによるバージョンは本作にて初登場となった。
2. 大きな信頼 - "Faith in Something Bigger" - 3:03
  - 1968年1月録音。アルバム『Who's For Tennis?』のアセテート盤に収録されていた曲の一つで、本作収録に当たりリミックスが施されたが、1998年版ではアセテート盤収録のオリジナル・ミックス版が収録された。
3. アイム・ザ・フェイス - "I'm the Face" (Peter Meaden) - 2:32
  - 1964年6月録音。ザ・フーがハイ・ナンバーズとしてリリースした唯一のシングル「ズート・スーツ」のB面曲。元々はモノラルだったが本作収録にあたりステレオ化された。
4. ネイキッド・アイ - "Naked Eye" - 5:10
  - 1970年春頃録音。5曲入りEPに収録予定だった曲。コンサートで「マイ・ジェネレーション」に続いたアドリブ部分から派生して誕生した。やはり当時のツアーで披露されていたが、スタジオ録音版を発表しなかったのは、「満足のいくライブ・バージョンを幾つか収めたものをリリースしたかったため」とタウンゼントは解説している[11]。1998年版はエンディングがオリジナル版よりやや長い。
5. 不死身のハードロック - "Long Live Rock" - 3:54
  - 1972年6月5日録音。アルバム『Rock Is Dead—Long Live Rock!』の表題曲。ムーンがリンゴ・スターやデヴィッド・エセックスと出演した映画『マイウェイ・マイラヴ』(That'll Be The Day)[12]（1973年）の主題歌としてビリー・フューリーが歌唱したバージョン[13]が初出。ザ・フーのドキュメンタリー映画『キッズ・アー・オールライト』（1979年）のエンディングにも使用され、公開に先行して1979年4月にシングル・カットされて全英48位に達した[14]。

### 1998年版
※太字が新たに追加収録された曲。
1. アイム・ザ・フェイス - "I'm the Face" (Meaden) - 2:27
2. リーヴィング・ヒア - "Leaving Here" (Holland–Dozier–Holland) - 2:12
  - 1964年10月〜12月頃の録音。原曲はエディ・ホランドが1963年に発表。この1964年末のレコーディング・セッションは記録だけが残って音源は行方不明になっており、本作に収録された音源はザ・フーのファンジンの主宰者が露天商から偶然入手したアセテート盤から起こされた。1998年版ではノイズリダクションが施されて入るが、2011年版では未加工のバージョンが収録された。
3. ベイビー・ドント・ユー・ドゥ・イット - "Baby Don't You Do It" (Holland–Dozier–Holland) - 2:27
  - 1964年10月〜12月頃の録音。原曲はマーヴィン・ゲイが1964年に発表。上記「リーヴィング・ヒア」と同じアセテート盤から発掘された曲。
4. サマータイム・ブルース - "Summertime Blues" (Jerry Capehart, Eddie Cochran) - 3:13
  - 1967年6月28日録音。原曲はエディ・コクランが1958年に発表。ザ・フーのコンサートではおなじみの曲。ここではBBCラジオの番組「トップ・ギア」用のセッションで録音されたものが収録された。
5. アンダー・マイ・サム - "Under My Thumb" (Mick Jagger, Keith Richards) - 2:44
  - 1967年6月28日録音。原曲はローリング・ストーンズが1966年に発表。ザ・フーは薬物の不法所持で逮捕された彼等を支援する為に、新婚旅行中だったエントウィッスルを除いた3人で本曲と「ラスト・タイム」を録音して、同月にシングルとして発表した[15]。シングルではモノラルだったが、本作への収録にあたりステレオにリミックスされた。この際にモノラル版にあったリードギターの音が失われているが、これは録音時にミキシングと同時にオーバーダブしたからと見られる。
6. マリー・アンヌ - "Mary Anne with the Shaky Hand" - 3:21
  - 1967年8月6日録音。シングル「恋のマジック・アイ」のアメリカ版シングルにカップリングされたバージョン。ステレオ・リミックス版。2011年版には1967年10月24日に録音された別バージョンが収録された。
7. マイ・ウェイ - "My Way" (J. Capehart, E. Cochran) - 2:26
  - 1967年11月10日録音。原曲はエディ・コクランの死後の1963年に発表された。上記「サマータイム・ブルース」同様、BBCラジオの番組「トップ・ギア」のために録音されたもの。
8. 大きな信頼 - "Faith in Something Bigger" - 2:59
9. 燃える女 - "Glow Girl" - 2:24
10. リトル・ビリー - "Little Billy" - 2:17
11. ヤング・マン・ブルース - "Young Man Blues (Alternate version)" (Mose Allison) - 2:44
  - 1968年10月録音。原曲はモーズ・アリソンのデビュー・アルバム（1957年）に収録された"Back Country Suite: Blues"。「サマータイム・ブルース」同様、ザ・フーのコンサートでは定番となっていた曲で、『トミー』にも収録予定だった。トラック・レコードのサンプラー・アルバムThe House That Track Built[16]（1969年）に収録されたスタジオ録音の別テイク。2003年、『トミー』デラックス・エディションのボーナストラックにこの曲の完成版が収録され、2011年版の本作にはそのラフ・ミックス・バージョンが収録された。
12. カズン・ケヴィン・モデル・チャイルド - "Cousin Kevin Model Child" - 1:24
  - 1968年9月または10月録音。タウンゼント作で、『トミー』に収録されたエントウィッスル作の「従兄弟のケヴィン」（Cousin Kevin）とは別の曲。リード・ボーカルはムーン。1998年版ではステレオ、2011年版ではモノラル・ミックスが収録されている。1998年版ではエントウィッスル作と誤記された。
13. ラヴ・エイント・フォー・キーピング - "Love Ain't for Keeping" - 4:03
  - 1971年3月17日録音。『フーズ・ネクスト』収録曲の別ヴァージョン。タウンゼントがリード・ボーカルをとっている。2011年版には1998年版にはなかったカウントが入っている。
14. タイム・イズ・パッシング - "Time Is Passing" - 3:29
  - 1971年3月録音。『ライフハウス』の為の楽曲で、「ピュア・アンド・イージー」と同様にタウンゼントの『現人神』に彼のデモ・バージョンが収録されたのが初出。本作に収録された音源はマスターの片方のチャンネルが損傷しており、モノラル収録となっている。
15. ピュア・アンド・イージー - "Pure and Easy" - 5:21
16. トゥー・マッチ・オブ・エニシング - "Too Much of Anything" - 4:21
17. 不死身のハードロック - "Long Live Rock" - 3:56
18. プット・ザ・マネー・ダウン - "Put the Money Down" - 4:29
19. ウィ・クロース・トゥナイト - "We Close Tonight" - 2:56
  - 1973年6月20日録音。アルバム『四重人格』（1973年）のアウトテイク。タウンゼントの作だが、リード・ボーカルはエントウィッスルとムーンがとっている。
20. ポストカード - "Postcard" (J. Entwistle) - 3:30
21. ナウ・アイム・ア・ファーマー - "Now I'm a Farmer" - 4:06
22. ウォーター - "Water" - 4:39
  - 1970年春頃録音。同年発表予定だった5曲入りEPの1曲。やはり当時からすでにコンサートでは披露されていたが、スタジオ音源は1973年のシングル「5:15（5時15分）」のB面に収録されたのが初出。
23. ネイキッド・アイ - "Naked Eye" - 5:26

### 2011年版
| 1. ポストカード - 3:35 2. ナウ・アイム・ア・ファーマー - 4:11 3. プット・ザ・マネー・ダウン - 4:04 4. リトル・ビリー - 2:15 5. トゥー・マッチ・オブ・エニシング - 4:24 6. 燃える女 - 2:15 7. ピュア・アンド・イージー - 5:25 8. 大きな信頼 - 3:07 9. アイム・ザ・フェイス - 2:31 10. ネイキッド・アイ - 5:16 11. 不死身のハードロック - 3:56 12. リーヴィング・ヒア - 2:15 | 1. ベイビー・ドント・ユー・ドゥ・イット - 2:30 2. サマータイム・ブルース - 3:16 3. アンダー・マイ・サム - 2:47 4. マリー・アンヌ - 2:10 5. マイ・ウェイ - 2:27 6. ヤング・マン・ブルース - 2:45 7. カズン・ケヴィン・モデル・チャイルド - 1:25 8. ラヴ・エイント・フォー・キーピング - 4:07 9. タイム・イズ・パッシング - 3:30 10. ウィ・クロース・トゥナイト - 2:55 11. ウォーター - 4:42 |

### 2020年版
- A面・B面　※オリジナル・アルバム

- C面

1. ズート・スーツ - "Zoot Suit" (Meaden) - 2:08
  - 1964年6月録音。バンドがハイ・ナンバーズとして発表した、実質的なデビュー・シングル。
2. ヒア・ティス - "Here ‘Tis" (Ellas McDaniel) - 2:11
  - 1964年6月録音。ボ・ディドリーのカバー。「ズート・スーツ」、「アイム・ザ・フェイス」と同時に録音され、1994年のコンピレーション盤『Thirty Years of Maximum R&B』で初登場。
3. リーヴィング・ヒア - "Leaving Here" (Holland–Dozier–Holland) - 2:13
4. ベイビー・ドント・ユー・ドゥ・イット - "Baby Don’t You Do It" (Holland–Dozier–Holland) - 2:29
5. ヤング・マン・ブルース - "Young Man Blues" (Allison) - 2:47
6. ドッグズ・パート2 - "Dogs Part Two" (Keith Moon) - 2:28
  - 1969年録音。同年発表のシングル「ピンボールの魔術師」のB面曲。キース・ムーンが作曲したインストゥルメンタル。
7. ヒア・フォー・モア - "Here For More" (Roger Daltrey)
  - 1970年2月録音。同年3月リリースのシングル「シーカー」のB面曲。
8. シーカー - "The Seeker" - 4:02
  - 1970年1月録音。同年3月リリースのシングル。ここでは未発表のフル・レングス・バージョンを収録。

- D面

1. ヘヴン・アンド・ヘル - "Heaven And Hell" (Entwistle) - 3:34
  - 1970年4月録音。シングル「サマータイム・ブルース」のB面曲。
2. アイ・ドント・イーヴン・ノウ・マイセルフ - "I Don’t Even Know Myself" - 4:09
  - 1970年春頃録音。同年発表予定だった5曲入りEPの1曲。翌年に再録音されたものがシングル「無法の世界」のB面に収録されたのが初登場となるが、ここでは1970年版が収録された（2004年発表のコンピレーション盤『ゼン・アンド・ナウ』日本版のボーナスディスクに収録されたものと同一）。
3. ホエン・アイ・ワズ・ア・ボーイ - "When I Was A Boy" (Entwistle) - 3:31
  - 1971年録音。同年発表のシングル「ワイルド・アクション」のB面曲。
4. ワスプマン - "Waspman" (Moon) - 3:06
  - 1972年録音。同年発表のシングル「奴らに伝えろ!」のB面曲。
5. ウィ・クロース・トゥナイト - "We Close Tonight" - 3:03
6. ウォーター - "Water" - 4:42

## 参加ミュージシャン
- ロジャー・ダルトリー - ボーカル、ハーモニカ
- ピート・タウンゼント - ギター、ピアノ、シンセサイザー、ボーカル
- ジョン・エントウィッスル - ベース、ブラス、ボーカル
- キース・ムーン - ドラムス、ボーカル

ゲスト・ミュージシャン
- アル・クーパー - オルガン(on "Mary Anne with the Shaky Hand")[17]
- レスリー・ウェスト - ギター(on "Love Ain't For Keeping")[17]

## ヒットチャート

### 週間チャート
| チャート (1974年)                               | 最高位 |
| ----------------------------------------------- | ------ |
| オーストラリア (ケント・ミュージック・レポート) | 47     |
| UK アルバムズ (OCC)                             | 10     |
| US Billboard 200                                | 15     |

### ゴールドディスク
| 国/地域                    | 認定 | 認定/売上数 |
| -------------------------- | ---- | ----------- |
| イギリス (BPI)             | Gold | 100,000^    |
| アメリカ合衆国 (RIAA)      | Gold | 500,000^    |
| ^ 認定のみに基づく出荷枚数 |      |             |